# مقتل شيلان دارا وعائلتها
مقتل شيلان دارا وعائلتها هي جريمة قتل وقعت في مساء يوم 15 أيلول سبتمبر 2020 للصيدلانية العراقية الكردية شيلان دارا رؤوف مع والديها. وتنحدر شيلان دارا وعائلتها من أصول كردية من مدينة السليمانية، حيث أكملت دراستها في الصيدلة في سنة 2016 وعملت في مبنى الأورام السرطانية في مدينة الطب، وهي وحيدة والديها، وكانوا يقطنون منطقة المنصور في بغداد. وذكر أيضاً بكونها أحد المسعفات اللاتي شاركن في الاحتجاجات العراقية 2019–20 في ساحة التحرير. في يوم 15 أيلول سبتمبر 2020 تم قتلها هي وعائلتها، وذلك بعد ان تم اقتحام منزلها وثم تم نحرها هي وعائلتها. ذكرت قوات الأسايش الكردية لاحقاً في أربيل عن إلقاء القبض على قاتلها مهدي حسين ناصر أثناء محاولته الهرب إلى تركيا. وألذي كان يعمل كمسؤول حماية في وزارة الداخلية في السفارة الروسية في بغداد، وألذي ذكر بأنه قام بقتل العائلة بهدف السطو عليهم، حيث ذكر أنه سرق مبلغ حوالي 10000 دولار أمريكي منهم.

## التشكيك برواية الجريمة
بعد القاء القبض على الجاني ونشر فيديو اعترافه، تم التشكيك بروايته، فيما إذا كانت الجريمة وقعت بدافع السرقة. وذكر النائب عن حركة التغيير الكردية هوشيار عبدالله عن شكوكه بحقيقة الجريمة ألتي وقعت بالتزامن مع اغتيالات الناشطين في ثورة تشرين مثل هشام الهاشمي وريهام يعقوب وغيرهم. كما شكك أيضاً النائب العراقي والخبير في القانون فائق الشيخ علي واتهم بتغريدة له على تويتر الميليشيات بتلفيق قصة الجريمة وذكر: الميليشيات تريد (أن) تقنعني بأن واحد سلاب متعاطي (مخدرات) ابن شوارع قتل شيلان وأمها وأباها بتسلسل روائي وبسكينة، بسبب جم (كم) دينار طلبها من أبوها؟!». فيما ذكر الناشط في الاحتجاجات طارق الحسيني أن شيلان قد تلقت تهديدات من قبل ميليشيات لأجل اسكاتها قبل اغتيالها.